# Kees Akerboom Sr.
Kees Akerboom (Haarlem, 18 de abril de 1952) es un baloncestista holandés que jugó durante 19 temporadas en la Eredivisie. Con 2,01 metros de estatura, juega en la posición de ala-pívot. Es el padre del también jugador del Den Bosch Kees Akerboom Jr..

## Trayectoria deportiva

### Selección nacional
Como miembro de la selección neerlandesa, fue el máximo anotador del EuroBasket 1977, promediando 26,4 puntos por partido. Fue incluido en el mejor quinteto del torneo. Ha sido internacional en 182 ocasiones, solamente superado por Toon van Helfteren, que lo fue en 207.

## Palmarés
Como jugador profesional:
- Países Bajos
  - Trofeos:
    - 8x Eredivisie (1971, 1972, 1973, 1979, 1980, 1981, 1984, 1985)
    - 2x NBB Cup (1970, 1971)

  - Premios individuales:
    - 3x Mejor jugador de la Eredivisie (1980, 1981, 1985)
    - 7x Mejor quinteto de la Eredivisie (1974, 1975, 1978, 1980, 1981, 1982, 1984, 1985)
    - 5x All-Star de la Eredivisie (1975, 1976, 1978, 1981, 1982)

Con la selección de Países Bajos:
- Eurobasket
  - Máximo anotador del Eurobasket (1977)
  - Mejor quinteto del Eurobasket (1977)